# München (Roman)
München (Originaltitel: Munich) ist ein 2017 erschienener Thriller des britischen Schriftstellers Robert Harris. Er behandelt die Münchner Konferenz aus der Sicht fiktiver Figuren aufseiten der Deutschen und Briten.

## Handlung
Paul von Hartmann, Mitarbeiter im Außenministerium, trifft sich am 27. September 1938 im Haushalt des Generals Ludwig Beck mit weiteren Verschwörern. Es wird ein Putsch gegen Adolf Hitler geplant, um einen Krieg gegen die Alliierten zu verhindern. Der Putsch ist für den nächsten Tag angesetzt, allerdings wird ihr Plan von den Vorbereitungen zu einer Konferenz gestört.
Denn am 28. September gelingt es Benito Mussolini, Adolf Hitler zu einer Konferenz mit Neville Chamberlain und Édouard Daladier zu überreden. Hierdurch soll in der Sudetenkrise eine einvernehmliche Lösung getroffen und ein Krieg verhindert werden. Dies wollen die Verschwörer verhindern. Von Hartmann schickt ein Geheimdokument nach England an Hugh Legat. Er ist ein Studienfreund aus Oxford, der mittlerweile für den Privatsekretär des Premierministers arbeitet. Aufgrund dieser Entwicklung begleitet Legat Chamberlains Entourage nach München, und von Hartmann wird durch Kontakte in die Delegation Hitlers eingeschleust.
Legat wird kurz nach seiner Ankunft von tschechoslowakischen Delegierten angesprochen, die im Hotel interniert sind. Von Hartmann begegnet Legat auf der turbulenten Konferenz im Führerbau. Hierbei kann er ihm ein weiteres Dokument übergeben, das Hitlers Willen zur Führung eines Angriffskrieges unterstreicht. Auch bittet von Hartmann um ein direktes Treffen mit Chamberlain, um diesen im direkten Gespräch zu überzeugen. Gegen einige Widerstände bei den Briten gelingt es Legat, ein Gespräch zu arrangieren. Doch Chamberlain ist an den Informationen nicht interessiert.
In der Nacht desselben Tages unterzeichnen die Regierungschefs das Münchner Abkommen. Am nächsten Morgen fährt von Hartmann Legat zu der gemeinsamen Freundin Lena aus Studientagen. Diese war als kommunistische Jüdin im Konzentrationslager und hat einen Hirnschaden davongetragen. Von Hartmann arrangiert dieses Treffen, um Legat die Brutalität des NS-Regimes vor Augen zu führen.
Während Legat danach im Hotelzimmer eine Dusche nimmt, wird sein Zimmer durchwühlt, und das Belastungsdokument verschwindet. Am Nachmittag kommt es zu einem letzten Treffen von Chamberlain und Hitler in dessen Privatwohnung. Hierbei ist auch Legat wieder dabei, der von Hartmann wegen des Diebstahls warnt. Obwohl von Hartmanns Geliebte und Quelle des Dokuments von der Gestapo festgenommen wird, kommt er ungeschoren davon. Er trifft sie nach der Konferenz wieder und beschließt weiter gegen Hitler zu kämpfen.
Legat fliegt mit Chamberlain zurück und wird Zeuge von dessen Rede Peace for our time auf dem Flugfeld. Außerdem erfährt er, dass das Geheimdokument von einer britischen Agentin bereits zuvor sichergestellt worden war. Er kehrt zu seiner Familie zurück und ist sich trotz des Abkommens sicher, dass es zum Krieg kommen wird.

## Form
Die Geschichte wird abwechselnd aus der Perspektive von Hartmanns und Legats erzählt. Hierbei verwendet Harris die Perspektive eines Er-Erzählers. Zudem gibt es kurze Rückblenden auf die gemeinsame Vergangenheit der Protagonisten.

## Historischer Hintergrund
Bei der Münchner Konferenz verhandelten Italien, das Dritte Reich, Großbritannien und Frankreich. Es ging darum, die Sudetenkrise aufzulösen, die Hitler zu einem internationalen Konflikt eskaliert hatte. Sein Ziel war die Zerschlagung der Tschechoslowakei. Auf der anderen Seite versuchten die Briten und Franzosen, im Rahmen der Appeasement-Politik einen Krieg zu verhindern.
Von Hartmann stellt exemplarisch ein Mitglied des Widerstands in der Wehrmacht dar. Er wird als Teil der Septemberverschwörung dargestellt. Diese wollte tatsächlich Hitler im Rahmen der Sudetenkrise absetzen. Allerdings war Hitler nach Abschluss der Konferenz so beliebt in Deutschland, dass sich der Kreis der Verschwörer selbst auflöste. Erst einige Jahre später gelang es Claus Schenk Graf von Stauffenberg wieder, eine Verschwörung zum Unternehmen Walküre zusammenzustellen.

## Rezeption
Antje Weber lobt die Detailgenauigkeit der historischen Schilderungen durch den Autor. In weiteren Pressestimmen werden die düstere Stimmung und die Darstellung der Charaktere hervorgehoben.

## Film
München – Im Angesicht des Krieges (Originaltitel: Munich – The Edge of War) ist ein Thriller von Christian Schwochow, der im Oktober 2021 beim London Film Festival seine Premiere feierte und im Januar 2022 in das Programm von Netflix aufgenommen wurde. Die Hauptrollen spielen George MacKay als Hugh Legat und Jannis Niewöhner als Paul von Hartmann.

## Ausgaben
- Robert Harris: München. Übersetzt von Wolfgang Müller, Hardcover, Heyne Verlag, München 2017, ISBN 978-3-453-27143-2.
- Robert Harris: München. Übersetzt von Wolfgang Müller, Taschenbuch, Heyne Verlag, München 2018, ISBN 978-3-453-47168-9.